# Aethes alatavica
Aethes alatavica is een vlinder uit de familie van de bladrollers (Tortricidae). De wetenschappelijke naam van de soort is voor het eerst geldig gepubliceerd in 1962 door Danilevsky, Kuznetzov & Fal'kovich.